# Liste von Konzilien und Synoden
Eine Liste von Kirchenversammlungen (Konzile und Synoden) seit dem Apostelkonzil, zuvorderst aller ökumenischer Konzilien bis einschließlich 787 bzw. vor dem Schisma von 1054 und der späteren Konzilien und vieler Synoden der katholischen Kirche.

## Spätantike

### 1. Jahrhundert
- Apostelkonzil (49) (manchmal auch Konzil von Jerusalem genannt[1])

### 3. Jahrhundert
- Synode von Karthago (251)
- Synode von Karthago (252)
- Synode von Karthago (253)
- Synode von Karthago (254)
- Synode von Karthago (255)
- Synode von Karthago (256)
- Synode von Rom (260)

### 4. Jahrhundert
- Synode von Elvira (vermutlich zwischen 300 und 302)
- Synode von Rom (313)
- Konzil von Ancyra (314) (heute Ankara, früher Sebaste)
- Konzil von Arles (314) (fr)
- Synode von Antiochia (324)
- Erstes Konzil von Nicäa, ökumenisches Konzil (325)
- Synode von Tyros (335)
- Synode von Konstantinopel (336)
- Synode von Gangra (ca. 340–341)
- Synode von Antiochia (341) (Kirchweihsynode)
- Konzil von Serdica (342–343)
- Synode von Karthago (345–348)
- Synode von Sirmium (351–352)
- Konzil von Arles (353)
- Synode von Rom (353)
- Konzil von Mailand (355)
- Konzil von Béziers (356)
- Synode von Karthago (355–358)
- Konzil von Sirmium (357)
- Konzil von Sirmium (358)
- Doppelsynode von Seleukia-Rimini (359)
- Konzil von Konstantinopel (360)
- Konzil von Paris (360–361)
- Konzil von Alexandria (362)
- Konzil von Laodicea (ca. 364)
- Synode von Valence (374)
- Synode von Rom (375)
- Synode von Antiochia (378)
- 1. Synode von Saragossa (380)
- Erstes Konzil von Konstantinopel, ökumenisches Konzil (381)
- Synode von Aquileia (381)
- Synode von Konstantinopel (382)
- Synode von Rom (382)
- Synode von Trier (385)
- Afrikanisches Konzil / Synode von Karthago (390)
- Synode von Hippo (393)
- Dritte Synode von Karthago (397)
- Erste Synode von Toledo (397–400)
- Synode von Turin 398
- 1. Konzil von Toledo (400)

### 5. Jahrhundert
- Synode von Karthago (401)
- Konzil von Seleukia (410)
- Konferenz von Karthago (411)
- Synode gegen Pelagius (416)
- Synode von Karthago (418)
- Synode von Karthago (419)
- Synode von Karthago (424)
- Konzil von Ephesos, ökumenisches Konzil (431)
- Konzil von Ephesos (449)
- Konzil von Chalcedon, ökumenisches Konzil (451)
- Konzil von Arles (452)
- Synode von Beth Lapat (484)

## Mittelalter

### 6. Jahrhundert
- Synode von Agde (506)
- 1. Konzil von Orléans (511)
- Synode von Epaone (517)
- Synode von Jerusalem (518)
- Synode von Carthago (525)
- 2. Konzil von Toledo (527)
- Synode von Orange (529)
- 2. Konzil von Orléans (533)
- Konzil von Clermont (535)
- 3. Konzil von Orléans (538)
- 4. Konzil von Orléans (541)
- 5. Konzil von Orléans (549)
- Zweites Konzil von Konstantinopel, ökumenisches Konzil (553)
- 1. Synode von Braga (561)
- Konzil von Tours (567)
- 2. Synode von Braga (572)
- Synode von Paris (573)
- 1. Synode von Macon (579)
- Synode von Auxerre (573–603)
- 2. Synode von Macon (581)
- 3. Synode von Macon (585)
- 3. Konzil von Toledo (589)
- (2.) Synode von Saragossa (592) zu praktischen Problemen in Bezug auf die Konversion der Westgoten

### 7. Jahrhundert
- Synode von Paris (614)
- 6. Konzil von Orléans (621)
- 4. Synode von Macon (623)
- 4. Konzil von Toledo (633)
- 5. Konzil von Toledo (636)
- 6. Konzil von Toledo (638)
- 7. Konzil von Toledo (646)
- 8. Konzil von Toledo (653)
- 9. Konzil von Toledo, Provinzialsynode (655)
- 10. Konzil von Toledo (656)
- Konzil von Autun (663/675)
- Synode von Whitby (664)
- 11. Konzil von Toledo / Elfte Synode von Toledo, Provinzialsynode (675)
- 12. Konzil von Toledo (681)
- Drittes Konzil von Konstantinopel, ökumenisches Konzil (681)
- 13. Konzil von Toledo (683)
- 14. Konzil von Toledo, Provinzialsynode (684)
- 15. Konzil von Toledo (688)
- Konzil von Rouen (689)
- (3.) Synode von Saragossa (691), verabschiedete Kanones zur Disziplin
- Trullanisches Konzil, im Osten als Teil des vorhergehenden ökumenischen Konzils anerkannt (692)
- 16. Konzil von Toledo (693)
- 17. Konzil von Toledo (694)

### 8. Jahrhundert
- 18. Konzil von Toledo, letztes an diesem Ort (702)
- Concilium Germanicum (742)
- 1. Konzil von Clovesho (742)
- Synode von Estinnes (743)
- 2. Konzil von Clovesho (747)
- Konzil von Hiereia (754)
- Synode von Quierzy (754)
- Synode von Aschheim (756)
- Synode von Compiègne (757)
- Gebetsbund von Attigny (762)
- Lateransynode (769)
- Synode von Dingolfing (770)
- Synode von Neuching (771 oder 772)
- Synode von 777
- Konzil von Paderborn (785)
- Zweites Konzil von Nicäa, ökumenisches Konzil (787)
- Synode von Regensburg (792)[2]
- Synode von Frankfurt (794)
- 3. Konzil von Clovesho (794)
- 4. Konzil von Clovesho (794)

### 9. Jahrhundert
- 5. Konzil von Clovesho (803)
- Konzil von Aachen (809)
- Konzil von Arles (813)
- Konzil zu Reims (813)
- Konzil von Chalon (813)
- Konzil von Tours (813)
- Synoden von Aachen (816–819)
- 6. Konzil von Clovesho (824)
- 7. Konzil von Clovesho (824)
- Synode von Quierzy (838)
- Konzil von Ingelheim (840)
- Synode von Konstantinopel (843)
- Synode von Quierzy (849)
- Synode von Quierzy (853)
- Synode von Valence (855)
- Synode von Quierzy (857)
- Synode von Quierzy (858)
- Synode von Langres (859)
- Synode von Worms (868)
- Viertes Konzil von Konstantinopel (869/870), ökumenisches Konzil
- Synode von Troyes (878)[3]
- Viertes Konzil von Konstantinopel (879/880)
- Synode von Mainz (888)
- Synode von Forchheim (890)
- Synode von Trebur (895)

### 10. Jahrhundert
- 5. Synode von Macon (906)
- Synode von Hohenaltheim (916)
- Synode von Koblenz (922)
- Synode von Duisburg (929)
- Synode von Erfurt (932)
- Synode von Regensburg (932)
- Synode von Dingolfing (932)
- Synode von Soissons (941)
- Synode von Bonn (942)
- Synode von Verdun (947)
- Synode von Mouzon (948)
- Universalsynode von Ingelheim (948)
- Synode von Trier (948)
- Synode von Augsburg (952)
- Synode von Pavia (962)
- Synode von Rom (963)
- Synode von Rom (964)
- Synode von Rom (967)
- Synode von Ravenna (967), gleichzeitig zum Reichstag, Gründung des Erzbistums Magdeburg
- Synode von Rom (969)
- Synode von Ingelheim (972)
- Synode von Regensburg (976)
- Synode von Ingelheim (980)
- Synode von Rom (981)
- Synode von Aachen (992)
- Synode von Ingelheim (993)
- Synode von Mouzons (995)
- Synode von Gandersheim (995)
- Synode von Ingelheim (996)
- Synode von Pavia (997)
- Synode von Rom (998)
- Synode von Pavia (998)
- Synode von Rom (999)

### 11. Jahrhundert
- Synode von Gnesen (1000), Gründung des Erzbistums Gnesen
- Synoden von Magdeburg, Quedlinburg und Aachen (1000)
- Synode von Rom (1001)
- Synode von Ravenna (1001), Gründung des Erzbistums Gran
- Synode von Pöhlde (1001)
- Synode von Frankfurt (1001)
- Synode von Todi (1001)
- Große Synode von Dortmund (1005)
- Synode von Frankfurt 1007
- Synode von Dortmund (1016)
- 7. Konzil von Orléans (1020)
- Konzil von Pavia (1022)
- Synode von Frankfurt 1027
- Synode von Pavia (1046)
- Synode von Sutri (1046)
- Konzil zu Reims (1049)
- Synode von Rouen (1074)
- 2. Synode von Autun (1077)
- Synode von Poitiers (1078)
- Synode von Rom (Lateranpalast) (1078)
- Synode von Benevent (1091)
- Synode von Szaboles (1092)
- Synode von Piacenza (1095)
- Synode von Clermont (1095)
- Synode von Rouen (1096)
- Synode von Rom (1099)

### 12. Jahrhundert
- Konzil von Troyes 1107
- Synode von Rathbreasail (1111)
- Synode zu Gran (1114)
- Synode in Fritzlar (1118)
- Konzil zu Reims (1119)
- Konzil von Nablus (1120) (auch: Konzil von Jerusalem, Synode von Nablus, Reichsversammlung von Nablus)
- Konzil von Soissons (1121)
- Erstes Laterankonzil, ökumenisches Konzil (1123)
- Konzil von Troyes 1129
- Konzil von Clermont (1130)
- Konzil zu Reims (1131)
- Zweites Laterankonzil, ökumenisches Konzil (1139)
- Konzil von Sens (1141)
- Synode von Trier (1147)
- Konzil zu Reims (1148)
- Konzil von Beaugency (1152)
- Konzil von Pavia (1160)
- Konzil von Lodi (1161)
- Konzil von Tours (1163)
- Drittes Laterankonzil, ökumenisches Konzil (1179)
- Konzil von Verona (1184)
- Synode von Montpellier (1195)

### 13. Jahrhundert
- Konzil von Paris (1212/13)
- Viertes Laterankonzil, im Westen ökumenisches Konzil (1215)
- Synode von Narbonne (1227)
- Synode von Toulouse (1229)
- Bremer Fastensynode (1230)
- Synode von Rouen (1231)
- Synode von Château-Gautier (1231)
- Synode von Mainz (1233)
- Synode von Tarragona (1234)
- Synode von Tarragona (1239)
- Erstes Konzil von Lyon, ökumenisches Konzil (1245)
- Synode von Béziers (1246)
- Synode von Albi (1254)
- Synode von Köln (1260)
- Synode von Arles (1263)
- Synode von Wien (1267)
- Zweites Konzil von Lyon, ökumenisches Konzil (1274)
- Synode von Bourges (1276)
- Synode von Pont-Audemer (1279)
- 6. Synode von Macon (1286)
- Konzil von Würzburg (1287)
- Synode von Aschaffenburg (1292)

### 14. Jahrhundert
- Synode von Anse (1300)
- Synode von Mainz (1310)
- Synode von Ravenna (1311)
- Konzil von Vienne, im Westen ökumenisches Konzil (1311–1312)
- Konzil von Zamora (1313)
- Konzil von Oxford (1322)
- Synode von Valladolid (1322)
- Synode von Avignon (1326)
- Synode von Rouen (1335)
- Erstes Palamitisches Konzil, panorthodox (1341)
- Synode von Prag (1349)
- Zweites Palamitisches Konzil, panorthodox (1351)
- Synode von Périgueux (1368)
- Synode von Palencia (1388)

### 15. Jahrhundert
- Konzil von Pisa, 25. März (1409)
- Konzil von Konstanz, im Westen ökumenisches Konzil (1414–1418)
- Synode von Salzburg (1418)
- Konzil von Pavia-Siena (1423–1424)
- Konzil von Basel (1431–1449), letzte mittelalterliche Kirchenversammlung zur Reform der Kirche und zur Wiederherstellung der kirchlichen Einheit
- Konzil von Basel/Ferrara/Florenz, ökumenisches Konzil (1431–1445)
- Synode von Eichstätt (1447) unter Johann III. von Eych
- Achtes Konzil von Orléans (1478)

## Neuzeit

### 16. Jahrhundert
- 9. Konzil von Orléans (1510)
- Fünftes Laterankonzil, ökumenisches Konzil (1512–1517)
- Homberger Synode (1526)
- Konzil von Trient, im Katholizismus ökumenisches Konzil (1545–1563)
- Synode von Lyon 1566 und 1577
- Zweites Konzil von Líma (1567)
- Weseler Konvent (1568)
- Synode von Emden (1571)
- Drittes Konzil von Líma (1583)
- Konzil von Jerusalem, panorthodox (1583)
- Synode von Leutschau, im heutigen Levoča (1597)
- Synode von Diamper (1599)

### 17. Jahrhundert
- Duisburger Generalsynode (1610)
- Synode von Dordrecht (1618–1619)
- Synode von Iassy (15. September – 27. Oktober 1642)
- Westminstersynode (1643–1649)
- Synode von Jerusalem (26. März 1672)

### 18. Jahrhundert
- Synode von Pistoia (1786)

### 19. Jahrhundert
- Preußische Generalsynode 1846
- Erstes Vatikanisches Konzil, im Katholizismus ökumenisches Konzil (1869–1870), unter anderem die Päpstliche Unfehlbarkeit dogmatisierend

### 20. Jahrhundert
- Barmer Bekenntnissynode (1934)
- Dahlemer Bekenntnissynode (1934)
- Zweites Vatikanisches Konzil, im Katholizismus ökumenisches Konzil (1962–1965)
- Würzburger Synode (1971–1975)
- Rheinische Synode 1980 zum Verhältnis von Christen und Juden

### 21. Jahrhundert
- Bischofssynode zur Familie (2015)
- Heilige und Große Synode (panorthodox, 2016)